# 1278

## Починали
- 26 август – Отакар II, крал на Бохемия